# Der Herr ist kein Hirte

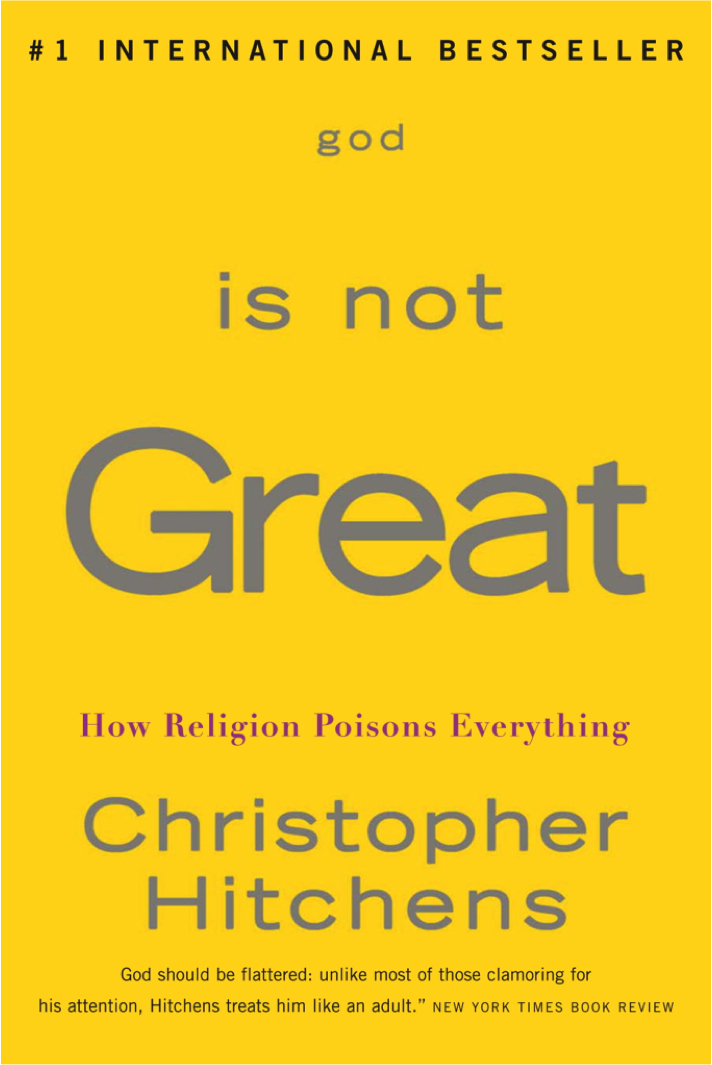
Cover einer englischsprachigen Ausgabe

Der Herr ist kein Hirte – Wie Religion die Welt vergiftet (engl. God Is Not Great: How Religion Poisons Everything) ist ein 2007 in den USA erschienenes religionskritisches Sachbuch des Autors und Journalisten Christopher Hitchens. Wie die Behauptung im Untertitel sagt, ist Hitchens’ zentrale These, dass alle Formen von praktizierter Religion und deren Auswirkungen jeden Bereich des menschlichen Lebens – ob in der Politik oder im Privatleben – schädlich beeinflussen.

## Inhalt
Hitchens vertritt die Thesen, dass Religion gewalttätig, irrational und intolerant sei, dass sie dem Rassismus, dem Tribalismus und der Bigotterie nahe stehe, sich in Unwissenheit hülle, dem Freidenkertum feindlich gegenüber stehe und sich Frauen gegenüber verächtlich und Kindern gegenüber nötigend verhalte.
Er untermauert seine Thesen mit einer Mischung aus dokumentierten geschichtlichen Fakten, kritischer Analyse religiöser Texte und persönlichen Anekdoten – besonders in letzteren überspitzt er oft das Gesagte, benutzt eine drastische Wortwahl und unterlegt es oft mit ironischem Unterton und Wortneuschöpfungen. Sein Kommentar bezieht sich hauptsächlich auf die abrahamitischen Religionen, obwohl er auch andere Religionen wie Hinduismus und Buddhismus einbezieht.
Nach Ansicht von Hitchens bleiben vier Einwände gegen den religiösen Glauben ohne Einschränkungen bestehen:
- Religiöser Glaube stelle die Ursprünge des Menschen und des Universums völlig falsch dar,
- er verbinde infolge dieses Irrtums ein Höchstmaß an Unterwürfigkeit mit einem Höchstmaß an Solipsismus,
- er sei sowohl Folge als auch Ursache einer gefährlichen sexuellen Repression,
- und er fuße letzten Endes auf Wunschdenken.

Das Buch enthält die folgenden 19 Kapitel, dazu Referenzlisten für jedes Kapitel, und ein generelles Stichwortverzeichnis.

### Gelinde gesagt
Engl. Putting It Mildly.
Hitchens beschreibt seine eigene Bewusstwerdung als 9-Jähriger, als er die ersten Widersprüche in den Aussagen seiner freundlichen Naturkunde- und Religionslehrerin und in denen der anderen Lehrer bemerkte. Deren zum Teil textanalytische Lehrmethoden (z. B. Bibelstellen finden) – und nicht etwa traumatische Erfahrungen mit Religion – brachten Hitchens zur rationalen Hinterfragung religiöser Aussagen.
Er weitet diesen Gedanken auf andere Menschen (Ungläubige) aus. Ob sie nie gläubig waren oder ob sie einen religiösen Glauben leicht (oder nach einem Kampf) hinter sich gelassen haben: Sie mögen unterschiedlicher Meinung sein, aber ihnen ist gemeinsam, dass sie der Irrationalität des religiösen Glaubens und dem nicht Nachvollziehbaren von Dogmen bei ihren Entscheidungen keinen Wert beimessen. Trotzdem würden sie moralisch handeln und ein ethisches Leben führen, ohne die Arroganz und ohne den dummen Stolz, zu wissen, was ein Schöpfer will oder gar denkt, oder was dieser von uns verlangt – von der Ernährung über religiöse Riten bis hin zur Sexualmoral. Das Ziel der Ungläubigen sei nicht das Niederbrennen von Andachtsgebäuden – dies würden die Religiösen schon selbst untereinander durchführen –, sondern in allen Bereichen des Lebens Freiheit von religiösen Verpflichtungen, Verhaltensweisen und Drohungen zu erreichen.

### Religion tötet
Engl. Religion Kills.
Eine Woche vor dem 11. September 2001 wurde Hitchens während einer Podiumsdiskussion mit folgender Frage konfrontiert: Wenn er (Hitchens) sich alleine und nachts in einer fremden Stadt befinden würde und sähe mehrere Männer auf sich zukommen, würde er sich sicherer oder weniger sicher fühlen, wenn er wüsste, dass diese Männer gerade aus einer Gebetsversammlung kämen? Hitchens zählte daraufhin einige „fremde Städte“ auf – Belfast, Beirut, Bombay, Belgrad, Betlehem, und Bagdad („… und das sind nur die mit dem Buchstaben ‚B’…“), die er selber bereits besucht hatte und in denen er sich in einer solchen Situation tatsächlich bedroht gefühlt hätte. Er gibt daraufhin eine detailgenaue Beschreibung der dortigen sozialen und politischen Spannungen, die er den dort praktizierten Religionen zuschreibt, „die die dortige Situation vergiften würden.“
Auch diskutiert er die 1989 von Ayatollah Khomeini gegen seinen Freund, den Autor Salman Rushdie, ausgesprochene Fatwa, die als Reaktion auf dessen Buch Die satanischen Verse erfolgte und er kritisiert Personen des öffentlichen Lebens, die äußerten, dass Rushdie doch daran selbst schuld sei.
Hitchens schreibt auch über die Ereignisse, die auf die Anschläge vom 11. September 2001 folgten, und wie insbesondere bedeutende religiöse Persönlichkeiten – Pat Robertson, Jerry Falwell und Billy Graham – die Situation für ihre eigenen Ziele vereinnahmt hätten.

### Ein kurzer Abstecher zum Schwein
…oder: Warum der Schöpfer Schinken nicht ausstehen kann.
Engl. Short Digression On The Pig or Why Heaven Hates Ham.
Hitchens diskutiert religiös-dogmatische Verbote bestimmter Nahrungsmittel am Beispiel des Schweins, in seinen Worten „porcophobia“. Ob Rind (im Hinduismus), ob Schwein (im Islam und Judentum), ob Schnecken (im Judentum): Es gebe keinen biologischen Grund, diese Tiere nicht als Nahrungsmittel anzusehen (Hitchens macht dabei für die nicht-religiösen, ethischen Varianten des Vegetarismus und des Veganismus eine Ausnahme). Trichinose sei auch kein Argument, da Fadenwurmbefall in allen Klimazonen vorkomme. Er spekuliert, dass die Ähnlichkeit des Schweins mit dem Menschen eine Kannibalismus-Angst hervorgerufen haben könnte; diese könnte in die Religion eingeflossen sein und bis heute dogmatisch beibehalten worden sein, so dass fanatische Muslime erfolgreich verlangen könnten, dass Kinderbücher und -spielzeuge (Die drei kleinen Schweinchen, Miss Piggy, Piglet von Winnie der Pu) und andere Gegenstände, die mit Schweinen zu tun haben, aus dem öffentlichen Leben entfernt werden müssten.

### Eine Anmerkung zur Gesundheit und ihre Gefährdung durch die Religion
Engl. A Note On Health, To Which Religion May Be Hazardous.
Hitchens untermauert seine Meinung, dass das Verhältnis der Religion zur Medizin „schwierig und häufig von Feindschaft geprägt“ sei, mit seiner Erfahrung als Ausschussmitglied in Bengalen, um dort die Schluckimpfung gegen Kinderlähmung vorzubereiten. Dort streuten Muslime das Gerücht, dass diese Kampagne eine Verschwörung des Westens sei, um Impotenz und Diarrhoe unter der muslimischen Bevölkerung auszulösen. Dasselbe Verhalten – durch eine Fatwa unterstützt – brachte die Kinderlähmung 2005 zurück nach Nigeria und wurde zusätzlich durch Pilger in bereits poliofreie Gebiete weiter verbreitet.
Die Römisch-katholische Kirche – mit der Stimme von Kardinal Alfonso López Trujillo, Präsident des Pontifikalen Rates für die Familie – ließ verlauten, dass Kondome keinen Schutz gegen AIDS bieten würden, was in Afrika den Schutz vor dieser Krankheit vermindern und auf anderen Kontinenten, z. B. Südamerika, der Verbreitung von Geschlechtskrankheiten Vorschub leisten könnte. Hitchens vertritt die Meinung, dass sowohl in katholischen wie auch in muslimischen Glaubensgemeinschaften die Meinung herrschen könne, dass AIDS eine Strafe für sexuelle Sünden sei – speziell bei homosexuellem Verhalten.
Weitere Beispiele sind die Entfernung der beschnittenen Vorhaut mit dem Mund durch konservative Rabbiner (noch heute in New York erlaubt), Verweigerung von Bluttransfusionen bei Zeugen Jehovas, körperliche Selbstkasteiung und Jerusalem-Syndrom, sowie Massenselbsttötungen extremer Sekten.
Das Kapitel schließt mit dem Hinweis auf die ultimative Gesundheitsbedrohung durch religiösen Glauben: Die fatalistische Akzeptanz oder sogar gewollte Herbeiführung einer prophezeiten Apokalypse in der Endzeit.

### Die metaphysischen Behauptungen der Religion sind falsch
Engl. The Metaphysical Claims of Religion Are False.
Hitchens behauptet, dass die Zeiten lange vorbei seien, in denen der dominierende Glaube jeder Form von logischem Denken Einhalt gebieten konnte. Er vergleicht das, was ein Schulkind heute über die Welt weiß, mit dem Gemeinwissen der Welt in der Zeit von Thomas von Aquin und wie „Väter des Glaubens“ (nicht etwa „Mütter“) mit ihrem Weltunverständnis diese Welt erklärten und sich einen Limbus für ungetaufte Kinder ausdachten.
Er verwendet das Beispiel von Laplace („Je n’ai pas besoin de cette hypothèse“ [Ich benötige diese Hypothese [Gott] nicht]), um zu zeigen, dass bereits im 18. Jahrhundert die Erkenntnis vorlag, dass der Mensch keinen Gott benötige, um die Vorgänge der Himmelsmechanik zu erklären.
Er würdigt auch die Methodik des Franziskaners William von Ockham, der das Sparsamkeitsprinzip einführte, das mit dem Skalpell der Logik Unnötiges entferne, der aber dafür der Häresie beschuldigt wurde.
Ebenso fordert er, dass heute die gelegentlich ausgestreckten Hände von Religionsführern in Richtung auf aufgeklärtes Denken nicht ergriffen werden müssten, da ebendiese Religionen diesen versöhnlichen Handschlag über Jahrhunderte hinweg barbarisch verweigert hätten.

### Gott als Gestalter
Engl. Arguments From Design.
Nach Hitchens lehren die abrahamitischen Religionen den Menschen, sich als „elende und schuldige Sünder einem verärgerten und eifersüchtigen Gott zu Füßen (zu) werfen“. Ihr Leben sei als erbärmlich anzusehen, als „eine Zeitspanne, in der man sich auf das Jenseits oder auf die Ankunft – oder Wiederkehr – des Messias vorbereitet.“ Andererseits, so Hitchens, lehren diese Religionen, dieser Gott habe das Universum speziell für ebendieses arme Wesen geschaffen und kümmere sich persönlich um jeden Einzelnen.
Hitchens zeigt an Beispielen (Busunglück in Sri Lanka, Grubenunglück in West Virginia), wie religiöses Denken in bestimmten Situationen Muster von göttlicher Wirkung („ein Wunder“) zu erkennen glaubt. Ein göttliches, intelligentes Design – oder die Abwesenheit eines solchen – diskutiert Hitchens am (menschlichen) Ohr, dem Auge, den Eigenschaften der Erde, an der Tatsache, dass etwa 98 % aller Arten, die je auf der Erde lebten, auch wieder ausgestorben sind, und an der „Richtungslosigkeit“ der Evolution, die seit 30 Jahren an Finken auf den Galapagos-Inseln im Detail studiert wird und auch beim Menschen bestätigt werden kann (Laktose(in)toleranz).

### Die Offenbarung: Der Albtraum des »Alten«Testaments
Engl. The Nightmare Of The Old Testament.
Hitchens erwähnt Anachronismen und Inkonsistenzen im Text des Alten Testaments. Er erläutert an den Zehn Geboten (und deren verschiedenen Übersetzungen und Auslegungen) seine Sicht, dass diese von Menschen geschrieben wurden („man-made“) und nicht von einem Gott stammen. (Beispiel: Die göttlichen Regeln für den Besitz und die Haltung von Sklaven in Exodus 21 ). In Folge diskutiert er die von Moses (oder Gott) angeordneten Tötungen von Männern, Frauen und Kindern durch Schwert oder Stein. „Mit Erleichterung“ stellt er dazu fest, dass keines der im 2. Buch Mose beschriebenen „schaurigen und geistesgestörten Ereignisse“ je stattgefunden habe, und weist auf Forschungsergebnisse von Israel Finkelstein und Neil Asher Silberman hin sowie auf Ungereimtheiten im Text der Bibel selbst.

### Das »Neue«Testament stellt das »Alte«mit seiner Bösartigkeit in den Schatten
Engl. The “New” Testament Exceeds The Evil Of The “Old” One.
Hitchens verfolgt, wie Prophetien im Text des Alten Testaments im Neuen Testament fortgeführt werden, und kommt zu dem Schluss, dass das Neue Testament „eine recht grobe Flickarbeit [sei], die lange nach den beschriebenen Ereignissen zusammengeschustert wurde und in der immerzu improvisiert wird, damit am Ende alles zusammenpasst.“ Während Henry L. Mencken geglaubt habe, dass einige Ereignisse des Neuen Testaments historisch belegt werden könnten, meine er (Mencken) doch, „dass die meisten […] unzweifelhafte Anzeichen dafür aufweisen, dass nachträglich Änderungen vorgenommen wurden.“
Hitchens weist auf weitere Inkonsistenzen bezüglich der historischen Umstände um die Zeit von Jesu Geburt hin (Lukasevangelium) und auf Inkonsistenzen zwischen den Evangelien (zum Beispiel bei der Beschreibung der Kreuzigung Jesu). Die „Ungereimtheiten“ des Neuen Testamentes seien, „abgesehen von Ausflüchten wie der von der »Metapher« und dem »Christus des Glaubens«, noch von keiner christlichen Autorität hinreichend erklärt“ worden.
Nach weiteren Beispielen und dem Hinweis auf Textanalysen des Johannesevangeliums durch Bart D. Ehrman, die Inhomogenitäten der Wortwahl und des Schreibstiles belegen, fordert Hitchens die Vertreter der Religionen auf, mutig genug zu sein und zuzugeben, dass sie sich in Bezug auf den Text der Bibel nur auf den Glauben verlassen würden.

### Der Koran ist jüdischen und christlichen Mythen entlehnt
Engl. The Koran Is Borrowed From Both Jewish und Christian Myths.
Hitchens schreibt über die Entstehung des Islam und meint, er entpuppe sich „als eine offensichtliche und ungeordnete Reihe von Plagiaten, die sich nach Belieben aus früheren Büchern und Traditionen bedient.“ Der erste Bericht über das Leben Mohammeds sei erst 120 Jahre nach dessen Tod erstmals durch Ibn Ishāq niedergeschrieben worden. Vom Koran hieße es in einer sunnitischen Tradition, er sei – nach Diversifizierung in mehrere Versionen – unter dem Kalifen Uthman ibn Affan autoritativ vereinigt worden. Dies erscheint Hitchens bemerkenswert; immerhin, so meint er, gehe es hier „um das unabänderbare (und endgültige) Wort Gottes“.
Zur Kritik an den islamischen Überlieferungen (Hadith) zitiert er eine Studie von Reza Aslan und dessen Bewertung des Orientalisten Ignaz Goldziher. Hitchens bemerkt ironisch, dass, wenn der Koran nur auf Arabisch richtig verstanden werden könne, Gott selber die Absicht gehabt haben müsste, dass Menschen anderer Sprachen sein Wort (in Form des Korans) nicht verstehen sollten.
Den starken Widerstand gegen eine allseits akzeptierte Reform (einschließlich offizieller (gleichwertiger) Übersetzung für nichtarabische Muslime) legt Hitchens als tiefe Unsicherheit dieser noch vergleichsweise jungen Religion aus.

### Billige Wunder und der Niedergang der Hölle
Engl. The Tawdriness Of The Miraculous und The Decline Of Hell.
Seinen Zweifel an tatsächlichen religiösen Wundern fasst Hitchens in der Frage zusammen, was wohl wahrscheinlicher sei: Dass die Naturgesetze vorübergehend – zum Vorteil einzelner Personen – außer Kraft gesetzt würden oder dass diese Personen einem Irrtum oder einer Sinnestäuschung unterlägen?
Er beschreibt seine Erfahrungen, als er 2001 in den Vatikan eingeladen wurde, um als Advocatus Diaboli im Vorgang der Seligsprechung von Mutter Teresa zu agieren. Eines der ihr zugesprochenen Wunder – das fotografisch dokumentierte Wunder des „Kindly Light“ (nach dem Gedicht von John Henry Newman) – konnte durch eine neue Erfindung von Kodak erklärt werden. Obwohl ein weiteres Wunder (unerklärliche Heilung) im Nachhinein als inszeniert entlarvt wurde, wurde Mutter Teresa 2003 seliggesprochen.
Hitchens beendet das Kapitel mit Blick auf die verschlungenen Entwicklungen seiner eigenen Überzeugungen und Idolisierungen und stellt fest: „Doch meistens fühle ich mich besser […] und so wird es, das garantiere ich, auch dem Leser gehen, wenn er die Doktrinen erst hinter sich gelassen hat und seinem entfesselten Verstand erlaubt, selbstständig zu denken.“

### Niedere Herkunft: Die korrupten Anfänge der Religionen
Engl. Religion’s Corrupt Beginnings.
Hitchens diskutiert die Entstehung von Religionen an drei Beispielen: Cargo-Kulte, Mormonen (Church of Jesus Christ of Latter-day Saints) und „Marjoe“. Marjoe Gortner wurde zu einer bekannten amerikanisch-evangelikalen Erfolgsgeschichte, als er in den späten 1940ern bis in die frühen 1960er Jahre als Vierjähriger von seinen Eltern als ordinierter Kinderprediger aufgebaut wurde und Spenden von etwa drei Millionen Dollar einnahm. Als 17-Jähriger stieg er aus dem Pfingstbewegungsgeschäft seiner Eltern aus, kehrte aber später für die Filmdokumentation Marjoe (Oscar 1972, bester Dokumentarfilm) als Prediger zurück und demonstrierte an ahnungslosen Gläubigen alle seine psychologischen und Effekttricks (z. B. ein Kreuz auf seiner Stirn erscheinen zu lassen) als Warnung, wie einfach es sei, leichtgläubigen Menschen das Geld aus der Tasche zu ziehen. Trotz dieser Enthüllung würden die Geschäfte der TV-Prediger (Evangelists) heute unvermindert weiter blühen.

### Eine Koda: Wie Religionen enden
Engl. A Coda: How Religions End.
Religionen haben einen Beginn und enden auch wieder, ob sie ein knappes Jahrzehnt bestehen wie die Milleriten, einige Jahrhunderte wie die Verehrung des Hirtengottes Pan, oder Jahrtausende wie der Osiris-Kult von etwa 2400 v. Chr. bis in die griechisch-römische Zeit.
Am Beispiel von Shabbetaj Zvi beschreibt Hitchens, wie eine religiöse Bewegung eine Eigendynamik entwickelt, wie Anhänger dieser Bewegung Ereignisse ausschmücken und wie – nach dem Verschwinden des Messias – neue Strömungen entstehen, die sich ausweiten, verzweigen, oder in Form kleiner Sekten (im Fall von Shabbetaj Zvi die Dönme) weiter bestehen.

### Sorgt die Religion für besseres Benehmen?
Engl. Does Religion Make People Behave Better?
Hitchens Antwort ist nein. Am historischen Beispiel der Sklaverei und der Rassendiskriminierung erläutert Hitchens den unterstützenden und rechtfertigenden Einfluss des Christentums und des Islam. Selbst als Martin Luther King, dessen Worte „selbst bei einem Atheisten […] tiefe Gefühle […] und echte Tränen hervorbringen können“, die Aufhebung der Rassentrennung forderte, wurde er von weißen christlichen Führern aufgefordert, sich zurückzuhalten und sich zu gedulden.
Als zweites Beispiel dient Hitchens der Freiheitskampf in Indien. Er kritisiert die Rolle von Gandhi, der Indien im Sinne seiner Religion in eine „primitive, spirituelle Gesellschaft zurückführen wollte“. (gewähltes Symbol: Das handbetriebene Spinnrad) Religiöse Interessen des Hinduismus und des Islam verhinderten die nationale Einheit, und auch Nehru konnte die Abspaltung von Teilen des Punjab und Bengalens nicht verhindern.
Hitchens bestreitet, dass religiöser Glaube „den Menschen besser mache“, da die Geschichte zeige, dass religiöse Orientierungen oft mit Gewalt und Zwang eingeführt wurden, wodurch sich der Glaube an Gott als Bereitwilligkeit erweise, einfach alles zu glauben, wenn es nur verlangt werde. Er erläutert mit konkreten Erlebnissen in verschiedenen Teilen der Welt, dass moralisch akzeptiertes Verhalten kein Privileg religiöser Menschen sei. Andererseits könne es auch da, wo religiöser Glaube eine wichtige gesellschaftliche Rolle spiele, zu den schlimmsten Verbrechen kommen. So begann in Ruanda (65 % Katholiken und 15 % protestantische Sekten) 1994 der Völkermord an der Tutsi-Minderheit, in den alle religiösen Gruppen verwickelt gewesen seien. Hitchens erwähnt speziell den Bischof von Gikongoro, Augustin Misago, der mitverantwortlich für die Ermordung Tausender war.

### Es gibt keine »fernöstliche«Lösung
Engl. There Is No “Eastern” Solution.
Um die Kapitelüberschrift zu belegen, führt Hitchens zuerst Ereignisse (zum Teil aus eigener Erfahrung) um den Bhagwan Shree Rajneesh in Pune und später in Antelope (Oregon) aus. Er geht über zum Bürgerkrieg in Sri Lanka, der brutal zwischen hinduistischen Tamilen und buddhistischen Singhalesen ausgetragen wird und schließt ab mit dem japanischen Zen-Buddhismus, der sich im Zweiten Weltkrieg als „loyaler Diener und sogar als Fürsprecher des Imperialismus“ und dessen Massenmorden erwiesen habe und dessen Priester in Kreuzzügler-Manier Selbstmordkämpfer (Kamikaze) ausgebildet hätten. Hitchens hält dem Buddhismus zugute, dass man ihn in seiner ursprünglichen Form auch eher als Philosophie denn als Religion ansehen könne.

### Religion als Erbsünde
Engl. Religion As An Original Sin.
Für Hitchens belegen die folgenden Lehren und Dogmata, dass Religion per se nicht nur amoralisch, sondern unmoralisch sei:
- Die Präsentation eines falschen Abbildes der Welt gegenüber den Unschuldigen und Gläubigen: Die Schöpfungsmythen aller Religionen seien bereits widerlegt und durch fundiertere und wunderbarere Erklärungen ersetzt worden (siehe auch Erörterungen in Kapitel 5)
- Die Lehre des Blutopfers: Die blutigen Kulte der Vorzeit (teils mit Menschenopfern) fänden ihre Parallelen im Alten Testament und auch heute noch ihre Fortführung (Opfertiere) in den Abrahamitischen Religionen. Noch heute gäbe es blutige Kämpfe um die angebliche Höhle, in der Abraham beigesetzt worden sein soll (Massaker an Juden 1929, Massaker an Muslimen durch Baruch Goldstein).
- Die Lehre vom Sühnopfer: Auch im Neuen Testament gehe das Blutopfertum weiter, indem Gott seinen eigenen Sohn absichtlich durch Folter habe töten lassen, um die Menschen zu beeindrucken. Wie moralisch sei es denn, sich durch dieses Menschenopfer mit Vergebung belohnt zu fühlen und auf ewiges Leben zu hoffen? Oder zu glauben, dass diese Tötung gewollt und notwendig war? Oder dass man einerseits mit Erbsünde belegt und andererseits mit freiem Willen versehen sei, dessen – anders als vorgesehene – Anwendung in ewigen Qualen ende? Oder wie moralisch sei die kollektive Zuordnung der Schuld für eine (zur Erlösung notwendige) Tötung für ein ganzes Volk (die Juden)?
- Die Lehre der ewigen Belohnung und/oder Bestrafung: Sie bedeutet für Hitchens eine „Kombination von Erpressung mit Bestechung“,[37] die sich auch in der Sicher-ist-sicher-Argumentation von Blaise Pascal zeige.
- Die Auferlegung unerfüllbarer Aufgaben und Regeln: Dies sind für Hitchens alle Auflagen, die vorschreiben, was ein Mensch denken oder nicht denken solle. Das Nichterfüllen dieser Auflagen führe zu „unreinen Gedanken“, hysterischen Geständnissen und Denunziation von Andersdenkenden und sei ein spiritueller Polizeistaat.[38] Welcher Mensch sei jederzeit in der Lage, seinen Nächsten wie sich selbst zu lieben? Wie viel einfacher und sinnvoller sei doch dem gegenüber die ältere Goldene Regel.

### Ist Religion Kindesmisshandlung?
Engl. Is Religion Child Abuse?
Hitchens unterscheidet und kommentiert folgende Arten der religiös motivierten oder durch religiös-autoritären Glauben erleichterten Kindesmisshandlung:
- Psychische „irreparable Schäden“ infolge der „Zwangsindoktrination durch den Glauben“,[39] die in frühem Alter, meist wenn Kinder noch nicht die Fähigkeit zu logischem Denken erworben haben, durchgeführt werde. Diesem Vorgehen stellt er die völlig anders gelagerte Situation eines Erwachsenen gegenüber, der sich nach eigenem Willen für eine Religion entscheidet.
- Lebenslange körperliche Verstümmelung durch Zirkumzision bei Jungen oder Beschneidung weiblicher Genitalien bei Mädchen, die an wehrlosen Kindern – im religiösen Umfeld zumeist von Nicht-Medizinern – durchgeführt werde und weder medizinisch notwendig, noch aus Sicht der vollkommenen Schöpfung, noch aus der des Intelligent Design verständlich sei,[40] und die in dokumentierten Fällen zum Tode der Kinder geführt habe.[41] Speziell die weibliche Genitalverstümmelung sei ein Ausdruck der Sexualfeindlichkeit und bewirke einen lebenslangen Verlust an natürlicher sexueller Befriedigung.
- Psychologische (Strafen, Drohungen), physische (Schläge) sowie sexuelle Misshandlung (Missbrauch, Vergewaltigung) von Kindern und Jugendlichen durch religiöse Vertrauenspersonen. Solche Fälle von Kindesmisshandlungen wurden in den USA für Mitglieder der Römisch-Katholischen Kirche dokumentiert und vor Gericht verhandelt.[42]

### Einen Widerspruch vorweggenommen
Der letzte verzweifelte Einwand gegen den Säkularismus.
Engl. An Objection Anticipated.
Als ein letztes pro-religiöses Argument könnte verbleiben, dass weltliche totalitäre Systeme noch schlimmer sein könnten als jede Religion.
Hitchens listet die Gemeinsamkeiten zwischen Religion und Totalitarismus: Gottgleicher Status (Allmacht) des Herrschers; Kontrolle der Privatsphäre; Gedankenbeeinflussung des Einzelnen; Verteufelung Andersdenkender und Bücherverbrennungen; absoluter Gehorsam (glauben statt denken); „höhere“ und nicht für jeden verständliche Werte und Ziele; Mumifizierung oder Ikonisierung verstorbener Herrscher/Heiliger und Heilsverheißungen als Zukunftsprojektion, d. h. Vertröstung auf Endsiege/Endzeiten/Paradiese. „Jede Kritik am System ist per definitionem profan“.
Durch diese Ähnlichkeit könnten totalitäre Systeme relativ einfach existierende religiöse Systeme ersetzen. Wer der totalitären Denkart anhänge, müsse nicht unbedingt eine Uniform tragen und eine Keule oder eine Peitsche bei sich führen. Er müsse nur seine eigene Unterwerfung wollen und sich an der Unterwerfung anderer erfreuen.
Hitchens erläutert, wie das Aufkommen des Faschismus in Ländern mit katholischer Bevölkerung auf fruchtbaren Boden fiel: (1929) Lateranverträge zwischen Mussolini und dem Vatikan; La Cruzada (Kreuzzug) von Franco, Admiral Horthy in Ungarn, Hitler und die Katholische Kirche (Absprachen mit dem Vatikan, einschließlich der offiziellen Feiern zu Hitlers Geburtstag; Rolle von Pius XII.; dazu paralleles Verhalten deutscher Protestanten), Maurras’ Action française und Croix de Feu in Frankreich, die Blue Shirts in Irland.
Dieses Schema überdauerte den Krieg, als der Vatikan ehemaligen Nationalsozialisten half, in pro-faschistische katholische Länder Südamerikas zu entkommen (Rattenlinien). Hitchens erkennt das Verdienst der katholischen Kirche in Deutschland an, dass sie sich gegen Hitlers Euthanasie-Pläne wendete. Die Christen, die sich vor und im Krieg nicht konform verhielten, hätten dies aber nicht auf Weisung ihrer Kirche, sondern aus eigenem innerem Antrieb getan. Siehe dazu auch: Bekennende Kirche.
Im imperialistischen Japan war – noch deutlicher – das Staatsoberhaupt Hirohito gleichzeitig als Gott-Kaiser angesehen. Hitchens macht ähnliche Analysen für kommunistische Systeme und zieht Parallelen zwischen den Werken von George Orwell, der sagte „Ein totalitäres Staatssystem ist praktisch eine Theokratie …“. Allein das Vorliegen eines „Gedankenverbrechens“ („Thoughtcrime“) sei schon strafenswert (wie höllisch das Ganze sei, habe Orwell schon in seiner von „christlichen Sadisten“ geführten Schule erkannt.) Sein Roman 1984 sei praktisch eine Gebrauchsanweisung für die „Nekrokratie“ (De-jure-Regierung eines Toten) von Kim Il-sung und seinem Sohn in Nordkorea.

### Eine edlere Tradition: Die Vernunft setzt sich zur Wehr
Engl. A Finer Tradition: The Resistance Of The Rational.
Hitchens vermutet, dass es Unglauben und ungläubige Menschen schon immer gegeben habe, und dass angesichts der Strafen, die dafür drohten, das Verschweigen dieses Unglaubens zur Überlebensstrategie wurde. Das Argument sei wertlos, dass christlichem oder islamischem Glauben der Ruhm für Architektur oder Wissenschaft gebühre, da auch andere mehr oder weniger ungläubige Menschen zu diesen zivilisatorischen Fortschritten beigetragen hätten.
Er diskutiert die Situation rationaler Denker, die Gegebenes in Frage gestellt hätten und nur ihrer eigenen inneren Führung gefolgt seien und deren individuelle Gedanken und Schriften jeweils von folgenden Generationen weitergetragen worden seien: Sokrates, Demokrit (dessen Atomismus Jahrhunderte vom Christentum verfolgt worden sei), Epikur, Aristophanes, Lucretius, Galileo, im 17. Jahrhundert in den toleranten Niederlanden mit Bayle, Descartes, Spinoza (der von der jüdischen Gemeinde in Amsterdam mehrfach verflucht worden sei, unter dem Applaus des Papstes), Paine, Montesquieu, Diderot, Voltaire, Matteo de Vincenti, Kant, Priestley, Gibbon, Hume, die Gründerväter der USA (die die Verfassung als säkulares Dokument ohne Gottesbezug geschrieben hätten), Darwin später im Leben, Einstein, der mehrfach seinen Unglauben erwähnt habe und seine Ablehnung gegenüber dem Zionismus geäußert hätte.

### Fazit: Die Notwendigkeit einer neuen Aufklärung
Engl. In Conclusion: The Need for a New Enlightenment.
Im letzten Kapitel weist Hitchens auf die Gefahr hin, dass Politiker mit Zugang zu Massenvernichtungswaffen sich durch ihren religiösen Glauben berechtigt – oder sogar berufen – fühlen könnten, Andersgläubigen ihren eigenen Glauben aufzuzwingen oder ein Harmagedon herbeizuführen. Er schließt mit den Worten:

“Above all, we are in need of a renewed Enlightenment, which will base itself on the proposition that the proper study of mankind is man, and woman. […] The pursuit of unfettered scientific inquiry, and the availibility of new findings to masses of people by easy electronic means, will revolutionize our concepts of research and development. […] ‘Know yourself’, said the Greeks, gently suggesting the consolations of philosophy. To clear the mind for this project, it has become necessary to know the enemy, and to prepare to fight it.”

„Was wir vor allem brauchen, ist eine neue Aufklärung, die als zentrale Forschungsgebiete der Menschheit den Menschen anerkennt, Mann und Frau. […] Die ungehinderte wissenschaftliche Forschung und die breite Verfügbarkeit neuer Erkenntnisse mittels einfacher elektronischer Hilfsmittel wird Wissenschaft und Entwicklung revolutionieren. […] ‚Erkenne dich selbst’ wiesen die Griechen sanft auf die tröstende Wirkung der Philosophie hin. Um den Geist dafür frei zu bekommen, müssen wir den Feind erkennen und bereit sein, gegen ihn zu kämpfen.“

## Publikation und öffentliche Aufnahme
Das Buch wurde am 1. Mai 2007 in den USA veröffentlicht und erreichte innerhalb einer Woche die Position 2 in der Amazon-Bestseller-Liste und am 3. Juni die Position 1 der Bestseller-Liste der New York Times.
God Is Not Great wurde am 10. Oktober 2007 in der Kategorie Sachbuch (Non-Fiction) in die Liste der Kandidaten für den amerikanischen National Book Award 2007 aufgenommen.
Die deutsche Ausgabe wurde am 11. Oktober 2007 im Karl Blessing Verlag veröffentlicht (ISBN 3-89667-355-6, ISBN 978-3-89667-355-8). Die beste Platzierung des Buches war Rang 21 der Bestseller-Liste am 15. Oktober 2007.

## Rezensionen
„Hier geht es nicht dem religiösen Fundamentalismus oder Fanatismus an den Kragen, sondern der Religion an und für sich. Alle, wirklich alle sind gemeint und werden ungespitzt in den Boden gerammt: die Katholiken, Protestanten, die Muslime – gleich ob schiitischer oder sunnitischer Prägung –, Hindus, Buddhisten, Osho-Anhänger und last but not least auch die Juden. […] Indessen liegt es in der Natur des Themas, dass es nach dieser intellektuellen Hinrichtung – so unverhofft wie eigentlich unvermeidlich – zu einer Auferstehung kommt. Denn Christopher Hitchens hat gründlich Unrecht, zwar nicht in manchen Details, aber doch in der Hauptsache. […] Wenn Religion wirklich nur von Übel ist, wieso hat sie dann so viele Menschen zu so großen künstlerischen Leistungen inspiriert? […] Wenn der religiöse Glaube aber der natürliche Feind der Wissenschaft ist – wie kommt es dann, dass so viele religiöse Menschen Naturwissenschaftler waren? […] Dieser kluge Kopf versteht nicht, dass der jüdische Monotheismus etwas ganz Einmaliges, eigentlich Paradoxes ist: eine religionskritische Religion. […] Unter dem Strich könnte all dies so klingen, als sei ‚Der Herr ist kein Hirte‘ ein verfehltes, ein überflüssiges Buch. Aber das stimmt nicht. Schließlich wird jeder Gläubige auf diesem Planeten, der ehrlich ist, zugeben müssen, dass er schon einmal das Ziehen des Zweifels in der eigenen Brust verspürt hat. Umgekehrt wird es wohl keinen Atheisten geben […], der sich noch nie im Leben gefragt hat, ob es da über unseren Häuptern nicht doch irgendetwas gibt?“

„Hitchens’ dichte Beschreibungen religiös motivierter Gewalt überzeugen, weil er die im deutschen Diskurs dominierende Fixierung auf die Islamisten durchbricht und plastisch auch die hohe Gewaltbereitschaft christlicher Akteure entfaltet … Leider fängt, ähnlich wie Dawkins, auch Hitchens dann an, modernen Glaubensikonen alles mögliche Falsche, Schlechte nachzusagen. Dietrich Bonhoeffer einen ‚nebulösen Humanismus‘ zuzuschreiben und Martin Luther Kings Glaubensprotest gegen die Sklaverei durch Aufrechnerei mit dem Rassismus weißer Südstaaten-Christen abzuwerten, lässt wenig Sachkenntnis, aber viel peinliche Kleingeisterei erkennen. Auch Hitchens fehlen die analytischen Mittel, die elementare Ambivalenz aller religiösen Symbolsprachen, ihre hohe Interpretationsoffenheit zu erkennen und Erklärungen dafür anzubieten, warum in Glaubensbildern, paradox genug, Tendenzen der Selbstverabsolutierung durch Gleichschaltung mit Gott ebenso angelegt sind wie heilsame Potentiale demütiger Selbstlimitierung. Die Transzendenzchiffre ‚Gott‘ kann eben der heillosen Selbstentgrenzung dienen, aber auch das Wissen um die eigene Endlichkeit fördern. Schade, dass Hitchens hier falsche Eindeutigkeit erzeugt und sich dem Spiel des Mehrdeutigen verweigert. Vielleicht sollte man ihn an das neue Zehnte Gebot des Dawkins-Mose erinnern: ‚Stelle alles in Frage!‘ – am besten zunächst dich selbst.“

„Im Gegensatz zu Der Gotteswahn verübt Hitchens nicht in erster Linie eine philosophische und naturwissenschaftliche Religionskritik, sondern er klagt die Religion aus historischer, kultureller und literaturwissenschaftlicher Perspektive an. […] All diese Thesen begründet Hitchens in den folgenden Kapiteln ausführlich und überzeugend. Man erfährt von der stetigen Unterdrückung von Freidenkern durch sämtliche Religionen, von der Geschichte des skeptischen Denkens und erhält eine Antwort auf die Fragen, ob Religion für besseres Benehmen sorgt und ob fernöstliche Religionen eine brauchbare Alternative darstellen. […] Wenn Hitchens über das gestörte Verhältnis der Religion zur Sexualität redet, wird er besonders bösartig.“

Peter Hitchens, konservativer Anglikaner und Bruder des Autors, hat 2010 als Replik das Buch “The Rage Against God: Why Faith is the Foundation of Civilisation” veröffentlicht.

## Ausgaben
- Christopher Hitchens: Der Herr ist kein Hirte: wie Religion die Welt vergiftet (Originaltitel: God Is Not Great, übersetzt von Anne Emmert), Blessing, München 2007, ISBN 978-3-89667-355-8, als Taschenbuch bei Heyne, München 2009, ISBN 978-3-453-62036-0;

englische Ausgabe
- Christopher Hitchens: God Is Not Great. How Religion Poisons Everything. Twelve, Boston / New York, NY 2007, ISBN 978-0-446-50945-9.